# 列伊达体育
列伊达体育，是西班牙加泰罗尼亚自治区莱里达市的一个足球俱乐部，成立于2011年，主场是能容纳13,500人的Camp d'Esports（加泰罗尼亚语意为“体育场”）。该队目前参加西班牙皇家足協乙組聯賽。